# Vallehermoso (Quintana Roo)
Vallehermoso, es una de las 58 comunidades pertenecientes al municipio de Bacalar, se localiza a 125 Kilómetros de la Ciudad de Chetumal, en el tramo Carretero denominado "Vía Corta" Chetumal-Mérida. 
Se ubica en la parte Centro-Sur el Estado de Quintana Roo en el Kilómetro 293 de la Carretera Federal Chunhuhub-Buenavista, está situado a 50 metros de altitud sobre el nivel del Mar en las coordenadas 19°11′04″N 88°31′42″O / 19.18444, -88.52833.

## Fundación
Vallehermoso se fundó el 10 de febrero de 1964, bajo el programa de poblamiento rural, fue un grupo de pobladores provenientes de varios Estados de la República, tales como Jalisco, Michoacán, Guanajuato y Nayarit principalmente; que se instalaron en lo fue un Campo Chiclero llamado "Puerto México", y poco después lo renombraron como Vallehermoso. Posteriormente fueron llegando más personas provenientes de los Estados de Veracruz, Yucatán, Campeche y Oaxaca. Cabe mencionar que en donde se encuentra asentado el Ejido Vallehermoso, era un asentamiento maya (se desconoce a qué periodo perteneció dicho asentamiento), ya que cuando se comenzaron a construir las primeras casas, las piedras fueron extraídas de los vestigios que quedaron, pertenecientes a la cultura maya, ya que al establecerse el campamento chiclero no se le dio la importancia histórica y cultural de dichos asentamientos, a la hora de conformar el campamento, así mismo, pobladores cuentan que al hacer excavaciones para hacer el cimiento de sus casas han encontrado partes de objetos prehispánicos, incluso algunas partes del pueblo se encuentran en partes altas y pedregosas.

## Ubicación geográfica
Vallehermoso, se ubica en el tramo carretero denominado “Vía Corta” Chetumal – Mérida, al Norte limita con Emiliano Zapata (Felipe Carrillo Puerto), al sur con Graciano Sánchez “La Pantera” (Bacalar).

## Origen del Nombre
Vallehermoso nació como un campamento chiclero, que después de comenzar a poblarse, se le llamó "Puerto México", ya que uno de los fundadores al ver el vasto paisaje parecido a un valle, dijo: "esto parece un valle hermoso" entonces renombró al pueblo como VALLEHERMOSO, tal y como se le conoce en la actualidad; no obstante años más tarde al poblado se comenzó a ser conocido también como "El Pueblo de las Dos Mentiras", porque según no es VALLE ni HERMOSO. Este sobrenombre salió de un sketch que se presentó en un festival de la Escuela Primaria del poblado "José María Pino Suárez" dirigido por la Profesora Guadalupe del Carmen Ek y Orozco, a la fecha se le conoce así como  "El Pueblo de las Dos Mentiras".

## Fiestas
Entre las fiestas que sobresalen en Vallehermososon: las fiestas de su Aniversario de Fundación, que inicialmente se celebraban dos días 9 y 10 de febrero, sin embargo desde hace ya un tiempo se celebran en fechas cercanas o posteriores a la fecha de Aniversario, procurando sea en fin de semana, celebrándose ahora durante tres días (viernes, sábado y domingo); en este festejo, se elige a la Reina de las fiestas, se ofrece una comida (barbacoa de res) a las autoridades invitadas, ejidatarios y demás pobladores, se hacen peleas de gallos, carrera de caballos, jaripeo, encuentros deportivos y bailes populares, en años recientes también se realiza una cabalgata, comandada por las autoridades locales e invitadas, el grupo de Cabalgantes del poblado y demás grupos de cabalgantes invitados, incluso también se elige a la Reina de los cabalgantes.

## Tradiciones y Costumbres
Entre las tradiciones que tienen los pobladores de Vallehermoso, se encuentran:
1. Las mañanitas a la virgen de Guadalupe, previo a este evento, se realizan novenas tanto en la iglesia como en otras casas del pueblo, y el 11 de diciembre por la noche, se reúnen los devotos a la Virgen de Guadalupe para esperar a los Corredores Guadalupanos para que juntos le canten las mañanitas a la Virgen, los familiares de los corredores llevan atole, chocolate, arroz con leche, tamales, tortas para degustar y compartir con los presentes.
2. Las posadas, son otra tradición decembrina que se celebra en la comunidad, así como en otras partes del país, de un tiempo a la fecha, los niños que asisten (en su mayoría) van disfrazados de los peregrinos durante la procesión a la casa que recibirá a los peregrinos.
3. El baile del mono viejo alusivo al año viejo que termina, esta tradición ha tenido años en los que se ha olvidado, pero ha habido grupos de jóvenes que la retoman, se trata de que grupos de jóvenes de distintas edades, se disfrazan de mujeres representando a las viudas del año que está por terminar y uno se disfraza del año viejo y otro se disfraza de embarazada quien dará a luz al año por iniciar, esta actividad radica en que van bailando de casa en casa e interactúan con las personas de la casa donde les permiten bailar un rato.
4. La Fiesta del Día de las Madres a diferencia del Día del padre, es una fecha que esperan muchas madres que viven fuera del poblado, porque recuerdan de niñas como  este festejo lo disfrutaban y se divertían sus mamás, y ahora les toca disfrutarlo con las demás mamás de la comunidad, inicialmente era organizado por los maestros de la Escuela Primaria José María Pino Suárez, incluso hasta se hacía festival del Día de las madres, además de ofrecerles una comida y actividades en su día.
posteriormente, la Escuela primaria dejó de organizar el festejo del día de las madres, y fue que un grupo de señoras se organizó para celebrar el día de las madres, el festejo incluye una comida, baile y cervezas, donde con familiares mujeres, las madres se divierten en su día; por parte de las escuelas, optaron por celebrarlas con un convivio y festival en la que sus hijos realizan una manualidad como regalo a su mamá, y un pequeño refrigerio.

## Servicios
Vallehermoso, Entre los servicios que se pueden encontrar en la comunidad de Vallehermoso, son:
2 tiendas de Diconsa.
6 tiendas de abarrotes.
1 minisuper.
1 Papelería y Regalos.
1 Farmacia, Perfumería y Regalos, con servicio de fotocopias y papelería.
2 Queserías.
1 Centro de Salud.
1 Caseta de policía.
2 tortillerías.
2 Purificadoras de agua.
1 Barbería.
1 Tienda de Abarrotes y Tlapalería. 
1 Iglesia Católica
2 Templos de otras religiones
Delegación y Casa Ejidal
Registro Civil
Cementerio
Campo y Domo Deportivo
Parque
Entre los niveles educativos que tiene la comunidad son:
Jardín de Niños "Francisco Villa".
Escuela Primaria "José María Pino Suárez".
Telesecundaria "Josefa Ortiz de Dominguez".
Colegio de Bachilleres EMSaD 5 Vallehermoso 

## Lugares
En La comunidad de Vallehermoso, hay los lugares representativos del poblado que han cambiado con el paso de los años, por ejemplo:  La laguna cercana a la comunidad, muchos recordarán muchas anécdotas en ese lugar, pues al no tener el servicio del agua potable las señoras lavaban ahí y sus hijos aprovechaban para darse un chapuzón y jugar con sus amigos, cabe mencionar que sobre la laguna se construyó la carretera federal que conecta a la comunidad con el tramo carretero Chetumal-Mérida, la construcción de esta carretera ha tenido inconvenientes debido a que en temporada de lluvias (no siempre) crece e incluso ha roto la carretera, la más significativa fue en 1993 que la comunidad quedó incomunicada aproximadamente como 6 meses, tiempo en el que por las tardes la laguna volvió a ser centro de convivencia de los pobladores, como en años anteriores; a la fecha se ha reconstruido el puente debido a la ampliación del tramo carretero en 2015, los pobladores ya no asisten a bañarse o a lavar como en otros años debido a que no es un lugar seguro porque habitan lagartos, sin embargo hay quienes con el debido cuidado siguen pescando y haciendo pícnic a las orillas de la laguna; aunque hay temporadas que el agua se ve estancada y no corre, es cuando aprovechan algunas personas para pescar y degustar con familiares y amigos lo que logran pescar a orillas de la laguna.
El Parque de la comunidad, antes de ser construido el parque, era un terreno baldío que los muchachos de antes lo usaban como campo de futbol por lo general era uno de los caminos que usaban los niños para ir a la Escuela, incluso llegó a ser espacio donde se instalaban los circos que visitaban el poblado, fue a principios de los 90s que comenzó la construcción del parque; en sus inicios, aún faltando el 80% de su construcción, estando construido la parte frontal que da a la calle principal, como era novedad, la mayoría de los habitantes asistían al parque.
Cabe mencionar que el parque ha sido testigo también de muchas anécdotas que han vivido los habitantes, ahí se celebraban festivales y las fiestas de aniversario, y sigue siendo un lugar de convivencia de los habitantes, este 2021 un grupo de personas se organizó para poner el primer árbol de Navidad.
Anteriormente, lo que fue la cancha deportiva, era el centro de convivencia de las pobladores (no había parque), sirvió para los festivales de las escuelas, los bailes populares y las fiestas de aniversario, tuvo como complemento una palapa en forma de kiosco y el tanque de agua potable y la ex delegación, quienes son de las generaciones pasadas, recordarán esto, 2013 comenzó la construcción de lo que en la actualidad es el Domo Deportivo, desapareciendo el tanque de agua, la palapa y la ex delegación, pues se construyó una nueva además de baños públicos.

## Organización Política
La organización política de la comunidad, se rige de dos formas:
Comisariado Ejidal y su respectivo comité cuya función se enfoca en aspectos de los ejidatarios y sus derechos ejidales, 
Delegado Municipal y su respectivo comité, elegido por la comunidad mayor de 18 años por votación libre desde hace algunos años, anteriormente era elegido por la Asamblea General, se encarga de vigilar, salvaguardar los intereses del pueblo, así como en la  gestión de mejoras para los habitantes y la comunidad en general.